# Stigmata (film)
Stigmata är en amerikansk film från 1999 i regi av Rupert Wainwright.

## Rollista i urval
- Patricia Arquette - Frankie Paige
- Gabriel Byrne - Fader Andrew Kiernan
- Jonathan Pryce - Kardinal Daniel Houseman
- Nia Long - Donna Chadway
- Rade Šerbedžija - Marion Petrocelli
- Enrico Colantoni - Fader Dario
- Jack Donner - Fader Paulo Alameida
- Thomas Kopache - Fader Durning
- Dick Latessa - Fader Gianni Delmonico
- Portia de Rossi - Jennifer Kelliho
- Patrick Muldoon - Steven
- Ann Cusack - Dr. Reston